# Strategia wyszukiwawcza
Strategia wyszukiwawcza (skuteczne wyszukiwanie informacji) – takie formułowanie instrukcji wyszukiwawczej i ustalenie kolejności poszukiwań, aby zidentyfikować maksymalną liczbę dokumentów, które odpowiadają na pytanie zadane przez użytkownika. Strategia wyszukiwawcza uzależniona jest od posiadanej wiedzy, znajomości reguł języka informacyjno-wyszukiwawczego, a także własnych doświadczeń w operowaniu katalogiem przedmiotowym. Strategie wyszukiwawcze uzależnione są od rodzaju informacji, dokumentów, itd., których wyszukanie ma na celu użytkownik.

## Historia pojęcia
Jedną z pierwszych pozycji uwzględniających pojęcie „strategii wyszukiwawczej” jest książka Charlesa Meadowa "Analysis of information systems", która ukazała się w 1967 r. Jej przekład, wydany pod tytułem "Analiza systemów informacyjnych: wyszukiwanie, organizacja i przetwarzanie informacji", ukazał się w 1972 r. Strategia wyszukiwawcza jest tam zdefiniowana, jako: „plan układu i kolejności stawiania pytań przez przeszukującego w trakcie realizacji określonego zapotrzebowania na informacje (…). Strategia wyszukiwania zmienia się z każdym pytaniem” (Meadow, 1972, s. 306).
W polskim piśmiennictwie problematyka ta pojawiła się w książce Józefa Robowskiego "Języki deskryptorowe" (1974). Definiuje on ten termin następująco: „takie formułowanie instrukcji wyszukiwawczej i ustalenie kolejności poszukiwań, aby zidentyfikować maksymalną ilość relewantnych dokumentów pochodnych istniejących w zbiorze przy minimalnej ilości operacji identyfikowania (przeszukiwania zbioru)” (Robowski, 1974, s. 29).
Kolejną publikacją z zakresu wyszukiwania informacji jest artykuł Marcii Bates "Information Search Tactics", który ukazał się w 1979 r., który dotyczy taktyk wyszukiwania, lecz autorka uznała za konieczne dokonać we wprowadzeniu pewnych rozróżnień terminologicznych, w których uwzględniła strategię wyszukiwania, którą zdefiniowała jako: „plan obejmujący całość przeprowadzanego wyszukiwania”. Autorka podaje też drugą definicję strategii, według której rozumiana jest ona jako dziedzina nauki: „o teorii, zasadach i praktyce tworzenia i stosowania strategii i taktyk wyszukiwawczych”.
Problem ten podjęła też Marta Grabowska w książce "Systemy online w bibliotekach" z 1992 r. Fragment dotyczący strategii wyszukiwawczych: „To, co nazywa się strategią wyszukiwania w serwisie informacyjnym online, obejmuje decyzję, w jaki sposób rozpocząć i przeprowadzić poszukiwanie, lecz już po ustaleniu zapytania informacyjnego z użytkownikiem i po określeniu celu poszukiwań. W zakres strategii wyszukiwania nie wchodzi wybór odpowiedniej bazy danych. Jedynie wszystko to, co rozpoczyna się od zadania pytania do wyszukania właściwej odpowiedzi. Istnieje pięć strategii wyszukiwawczych
- rozpoczynanie od terminu (lub fasety, tj. podkategorii) najbardziej szczegółowego (most specific facet first)
- rozpoczynanie od terminu (lub fasety), który przypuszczalnie będzie miał najmniej cytowań (lowest postings facet first)
- dzielenie tematu, który ma być przedmiotem wyszukiwania na pojedyncze fasety (building bloks)
- kolejne zwiększanie liczby cytowań (citation pearl growing) oraz
- metoda kolejnych przybliżeń (succesive fraction)” (Grabowska, 1992, s. 109)[5].

## Sześć powszechnie używanych strategii
- wyszukiwanie proste - instrukcja wyszukiwania zawiera jeden lub kilku terminów połączonych operatorami Boole’a. Wpisanie pojedynczego słowa do wyszukiwarki np. Gombrowicz. Najbardziej powszechne zastosowanie wyszukiwania prostego to sytuacja, w której wyszukiwanie ma na celu znalezienie konkretnego rekordu, który można jednoznacznie zidentyfikować na podstawie posiadanych wcześniej danych – np. wyszukiwanie opisu książki na podstawie nazwiska autora i słów z tytułu, w celu sprawdzenia nazwy wydawcy.
- strategia formowania klas - zidentyfikowanie głównych terminów i ustalenie relacji między nimi. Znalezienie innych wyrażeń reprezentujących daną klasę (np. synonimów, wyrażeń węższych/szerszych znaczeniowo. Terminy i wyrażenie reprezentujące dany aspekt zapytania informacyjnego połączone za pomocą operatora OR (po polsku lub), tworzą klasy. Przykład: Papież OR Pielgrzymki OR Egipt Przydatna do przeszukiwania niekontrolowanego środowiska Internetu, przy przeszukiwaniu pełno tekstowym i przy symultanicznym przeszukiwaniu różnych baz.
- strategia kolejnych klas - tworzenie klasy dla najbardziej charakterystycznego terminu. Zawężenie otrzymanego wyniku przez dodawanie kolejnych klas. Niekiedy w pierwszej klasie dodatkowo zawiera się dane formalne (język, data, typ dokumentu). Najlepiej wybrać klasę najbardziej specyficzną (np. nazwa własna osoby) oraz która generuje najmniej wyników. Przydatna gdy temat jest specyficzny i wyszukujący nie jest pewien jak sformułować jedną z klas.
- strategia podwójnych klas - tworzy się 3 klasy. Pierwsza część instrukcji wyszukiwawczej zawiera klasę I i II połączona operatorem AND (po polsku "i"). Druga część iloczyn klasy II i III. Trzecia iloczyn klas I i III. Wynik końcowy: podzbiór stanowiący sumę wszystkich wyników cząstkowych. Niekiedy podzbiór może być pusty. Dwa sposoby wprowadzania: cała instrukcja (dokładna i oszczędza czas) i instrukcje cząstkowe (pozwala na zweryfikowanie i wprowadzenie poprawek). Przydatna gdy poszukiwania są bardzo specyficzne. Zbiór wyników dla instrukcji odzwierciedlającej wszystkie aspekty byłby bardzo mały. Żadna klasa nie może być pominięta.
- pomnażanie odwołań – użytkownik musi znać jeden lub kilka dokumentów relawentynych do zapytania informacyjnego. Identyfikowanie za pomocą wyszukiwania prostego znanej pozycji. Budowanie klas za podstawie terminów użytych do ich identyfikowania. Po znalezieniu zgodnych wyników, powtarzamy z nowymi terminami. Przydatna gdy mamy już wyniki o wysokiej dokładności, ale są one niekompletne. Przeszukiwania baza nie posiada tezaurusa dla użytkowników. ,,Droga na skróty’’, należy ostrożnie podchodzić do wyników.
- strategia indeksów cytowań – korzystanie z możliwości śledzenia cytowań dostępnych w niektórych bazach. Założenie: istnieje semantyczny związek między pracą cytowaną a cytującą Rodzaje cytowań: publikacji, autora, współbytowanie autorów. Przydatne kiedy nie mamy czasu identyfikować słów kluczowych, haseł przedmiotowych. Gdy chcemy zapoznać się z piśmiennictwem z danego przedmiotu[7].

Na początku warto wstępnie poszukać stron, z których można uzyskać dostęp do interesujących źródeł informacji. Etap drugi to wyszukiwanie potrzebnych informacji wewnątrz wyselekcjonowanych wcześniej serwisów za pomocą dostępnych w nich lokalnych narzędzi (spisy, katalogi, kwerendy, wyszukiwarki serwisowe)
Kolejną strategią wyszukiwawczą w ukrytym Internecie jest skorzystanie z kilku różnych narzędzi wyszukiwawczych do szukania dokumentów na ten sam temat. Mogą to być różnorodne wyszukiwarki, a także multiwyszukiwarki, katalogi tematyczne ogólne dziedzinowe, portale, serwisy internetowe oraz biblioteki wirtualne.
Jeśli nie uzyskamy żadnych lub choćby zadowalających wyników wyszukiwania, należy zmienić narzędzie bądź sprecyzować frazę wyszukiwawczą. Można również skorzystać z opcji wyszukiwania zaawansowanego.

## Etapy strategii wyszukiwawczej
1. Zanalizowanie zapytania informacyjnego pod kątem tematów i dziedzin, których problem może dotyczyć.
2. Zidentyfikowaniu właściwych słów kluczowych i wyrażeń oddających przedmiot problemu.
3. Zidentyfikowaniu odpowiednich do tych słów i haseł synonimów i relacji semantycznych między nimi.
4. Rozpoczęcie wyszukiwania przy zastosowaniu wybranych przez siebie strategii.
5. Ocena wyników wyszukiwania.
6. Zapisanie całego procesu wyszukania oraz tworzenie dodatkowych sugestii co do zmiany zastosowanych strategii.

## Strategie wyszukiwania informacji w życiu codziennym
Barbara Kamińska-Czubała wyodrębniła osiem strategii wyszukiwawczych, które mają zastosowanie w życiu codziennym.
- monitorowanie informacji – kontrolowanie tego co się dzieje w otaczającej nas infosferze, często spontaniczne
- przeglądanie informacji – użytkownik wie, jakiej informacji potrzebuje, zapoznaje się z nimi wyrywkowo, wybór jest świadomy
- sprawdzanie informacji – potwierdzenie zdobytej informacji w różnych źródłach
- wyszukiwanie informacji – następuje, kiedy użytkownik używa indeksu w jakimś skończonym zbiorze (np. bazy danych, książki naukowe, kartoteka)
- poszukiwanie informacji – użytkownik przemierza przestrzeń informacyjną w celu odnalezienia potrzebnej mu informacji, następuje kiedy analizujemy spisy treści, przypisy czy tabele
- gromadzenie informacji – zapamiętanie bądź utrwalenie informacji na jakimś nośniku
- opracowanie informacji – wyselekcjonowanie danych w postaci komentarza czy notatki
- wymiana informacji – można ją zdefiniować jako transakcję pomiędzy odbiorcą a nadawcą informacji[10]